# پروژه همیسفیر
پروژه همیسفیر که به گونه ساده همیسفیر هم خوانده می‌شود یک برنامه نظارت گسترده است که شرکت ای‌تی اند تی اجرا می‌کند و پشتیبانان مالی آن، دفتر سیاست کنترل ملی مواد مخدر و اداره مبارزه با مواد مخدر آمریکا هستند.

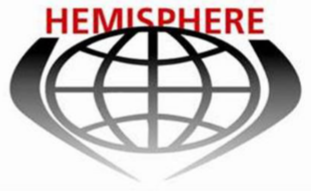
نشان‌واره پروژه همیسفیر

## درونمایه
کارمندان ای‌تی اند تی، همگام با اداره مبارزه با مواد مخدر آمریکا و سازمان‌های محلی اجرای قانون در مناطق پر قاچاق مواد مخدر لس آنجلس، آتلانتا، دالاس، و هیوستون همکاری می‌کنند. ای‌تی اند تی، فراداده پایگاه داده تماس‌های تلفنی خود از سال ۱۹۸۷ (میلادی) را در اختیار مقام‌ها می‌گذارد. این اطلاعات، به جای پاسخ به حکم‌های جستجوی دادگاهی، بیشتر در پاسخ به احضاریه‌ها ارائه می‌شوند. اداره مبارزه با مواد مخدر آمریکا قدرت صدور «احضاریه‌های اداری» بدون دخالت دادگاه را دارد. ای‌تی اند تی، جزئیات همه تماس‌های تلفنی را که از طریق سوئیچ‌های مخابراتی آن شرکت، برقرار می‌شوند (نه، تنها، جزئیات تماس تلفنی کاربران خود را) گردآوری می‌کند. این جزئیات، شامل موقعیت مکانی و شماره تلفن نزدیک به چهار میلیارد تماس تلفنی در روز می‌شود. ممکن است یک تماس تلفنی، بیش از یک نمایه، در پایگاه داده، ثبت کند.

## رسوایی
این برنامه، در سال ۲۰۰۷ (میلادی) یا زودتر از آن آغاز شد. اما وجود آن در سال ۲۰۱۳ (میلادی) از سوی درو هندریکس آشکار شد. او از میان پرونده‌هایی که در پاسخ به درخواستی که بر پایه لایحه آزادی اطلاعات ۱۹۶۷، فرستاده داده شده بودند یک پرونده مایکروسافت پاورپوینت دربارهٔ این برنامه یافت. این پرونده، با نشانه‌گذاری به عنوان «حساس برای اجرای قانون» به مظنونانی اشاره می‌کند که با داده پروژه همیسفیر، پیدا شده‌اند. برای نمونه، چندین نفر از مظنونان، برای بزه‌هایی غیر مرتبط با مواد مخدر (مانند تهدید بمب‌گذاری، خود را به جای افسر نظامی جا زدن، و دزدی از جواهرفروشی)، تحت تعقیب بودند.
کاخ سفید گفته که این داده، نگرانی‌ای دربارهٔ حریم شخصی ایجاد نمی‌کند. اما جمیل جعفر از اتحادیه آزادی‌های شهروندی آمریکا با این گفته مخالفت کرده و گفته: «حدس بزنید که یکی از دلایل پنهان‌کاری برنامه این است که توجیه وجود آن برای جامعه و دادگاه، سخت خواهد بود.»
این برنامه، به پیشنهادهایی که قانون‌گذاران پس از رسوایی برنامه پریزم، پشنهاد داده بودند ربط داشت. به ویژه، یکی از نمایندگان مجلس نمایندگان ایالات متحده آمریکا به نام آدام شیف که درخواست کرده بود «برنامه فراداده تلفنی به گونه‌ای تغییر کند که شرکت‌های تلفنی، به جای حکومت فدرال ایالات متحده آمریکا، داده را خودشان نگهداری کنند.»
سخنگویان اسپرینت، ورایزن کامیونیکیشنز، و تی-موبایل در پاسخ به اینکه آیا شرکت‌های آنها چنین برنامه‌ای دارند چیزی نگفتند.